# Vila Nova de Poiares
Vila Nova de Poiares je gradić u Portugalu.

## Povijest
Pravo na titulu grada je dobila Vila Nova de Poiares 1905. godine.

## Stanovništvo
Prema popisu stanovništva iz 2011. godine, gradić Vila Nova de Poiares imao je 4290 stanovnika

## Uprava
Vila Nova de Poiares je sjedište isto imenog okruga
Sljedeće općine (freguesias) su u okrugu Vila Nova de Poiares: 
- Arrifana
- Lavegadas
- Poiares (Vila Nova de Poiares)
- São Miguel de Poiares

## Vanjske poveznice
- Službena stranica